# Mariusz Szczygieł
Mariusz Adam Szczygieł (Złotoryja, 1966. szeptember 5. –) lengyel újságíró és író.

## Élete és pályafutása
Újságírásból és politikatudományból diplomázott a Varsói Egyetemen 2000-ben. 16 évesen kezdett írni a Na przełaj című hetilapnak. A kommunista korszak cenzúrája ellenére sokkoló riportgyűjteményt jelentetett meg The Shrift címmel, amely a lengyelországi meleg és leszbikus fiatalokról szólt.
A Na każdy temat (Minden témában) című népszerű kulturális és aktuálpolitikai műsor műsorvezetőjeként Szczygieł volt az első, aki nyilvánosan kimondta az „orgazmus” szót adásban.
2002-ben abbahagyta a Polsat TV-nél való munkát, és a Gazeta Wyborcza című lapnak való írásra koncentrált. Jelenleg a Duży Format című hetilap főszerkesztő-helyettese és riportrovatának helyettes szerkesztője.
Munkáit a kortárs lengyel újságírás legtöbb antológiájában idézik. A legjelentősebbek a csehszlovák, különösen a cseh kultúráról és életmódról írt tanulmányai. Gottland (2006) című bestsellerét Adam Michnik az első kubista világriportként jellemezte. A Gottland elnyerte az Európai Könyvdíjat, a Lengyel Könyvkereskedők Díját, és a Nike közönségdíját. 2019-ben Nike-díjat kapott Nie ma című riportjáért, amely a zsűri díját és a közönségszavazást is elnyerte.
Műveit lefordították cseh, angol, észt, észt, német, héber, magyar, olasz, román, orosz, szlovák, szlovén, spanyol, szlovák, szlovén, ukrán és ukrán nyelvre.

## Magánélete
Szczygieł nyíltan ateista. 2022-ben megjelent Fakty muszą zatańczyć (A tényeknek táncolniuk kell) című könyvében melegnek vallotta magát.

## Kritika
Jan Śpiewak lengyel politikus és aktivista 2025-ben kritizálta Mariusz Szczygiełt podcastjának egyik epizódjában, és úgy jellemezte őt, mint olyasvalaki példáját, aki érzéketlen a fiatalabb generációk ingatlanpiaci akadályai iránt. Śpiewak Szczygieł saját szavaira hivatkozott, amelyben megosztotta tapasztalatait arról, hogy az 1990-es évek közepén Varsóban mindössze egy év munkaviszony után új lakást vásárolt:
„Tíz évvel azután, hogy 1995-ben megérkeztem Varsóba, lehetőséget kaptam egy televíziós műsor vezetésére. Nem voltam lelkes, nem éreztem szükségét. Egy év múlva veszel egy kétszobás lakást – mondta a producer, és én beadtam a derekam. Igaza volt, egy miniatűr kétszobás lakás, egy év múlva már az enyém volt, és volt benne egy macska. Számomra akkor létezik egy otthon, ha van benne egy macska.”
Ezzel szemben Szczygieł újabb nyilatkozata az ügyben a következő volt:

„És mit gondolnak ma a fiatalok? A Z generáció bérelt kerékpárral közlekedik, utazik, és folyamatosan váltogatja a karrierútjait. A saját lakás nem életstílus.”

– Mariusz Szczygieł

Śpiewak és társműsorvezetője, Zofia Sobczak újságíró rámutatott, hogy míg Szczygieł a fiatalok képtelenségét, hogy saját lakást szerezzenek, életmódbeli döntésnek tekinti, és a megosztáson alapuló gazdaságot részesíti előnyben, a valódi probléma, amelyet Szczygieł nem ismer el, az, hogy a fiatalok bizonytalan munkahelyekkel szembesülnek, nagyfokú generációs egyenlőtlenséget tapasztalnak, és szembesülnek az egekbe szökő ingatlanárakkal, amelyek messze meghaladják a bérnövekedést. Sobczak és Śpiewak is úgy érvelt, hogy Szczygieł generációja, amely viszonylag könnyen és olcsón tudott ingatlant vásárolni, különösen a 2008-as pénzügyi válság előtt, nem érti a mai fiatalok előtt álló kihívásokat. Śpiewak, megkérdőjelezve, hogyan lehet valaki, aki újságírónak nevezi magát, mint Szczygieł, ennyire tájékozatlan, felszólította őt, hogy „nézzen körül néha”, és kritizálta a hozzáállását, amely jellemző a neoliberális generációra, amelyhez Szczygieł is tartozik.

## Díjak és kitüntetések

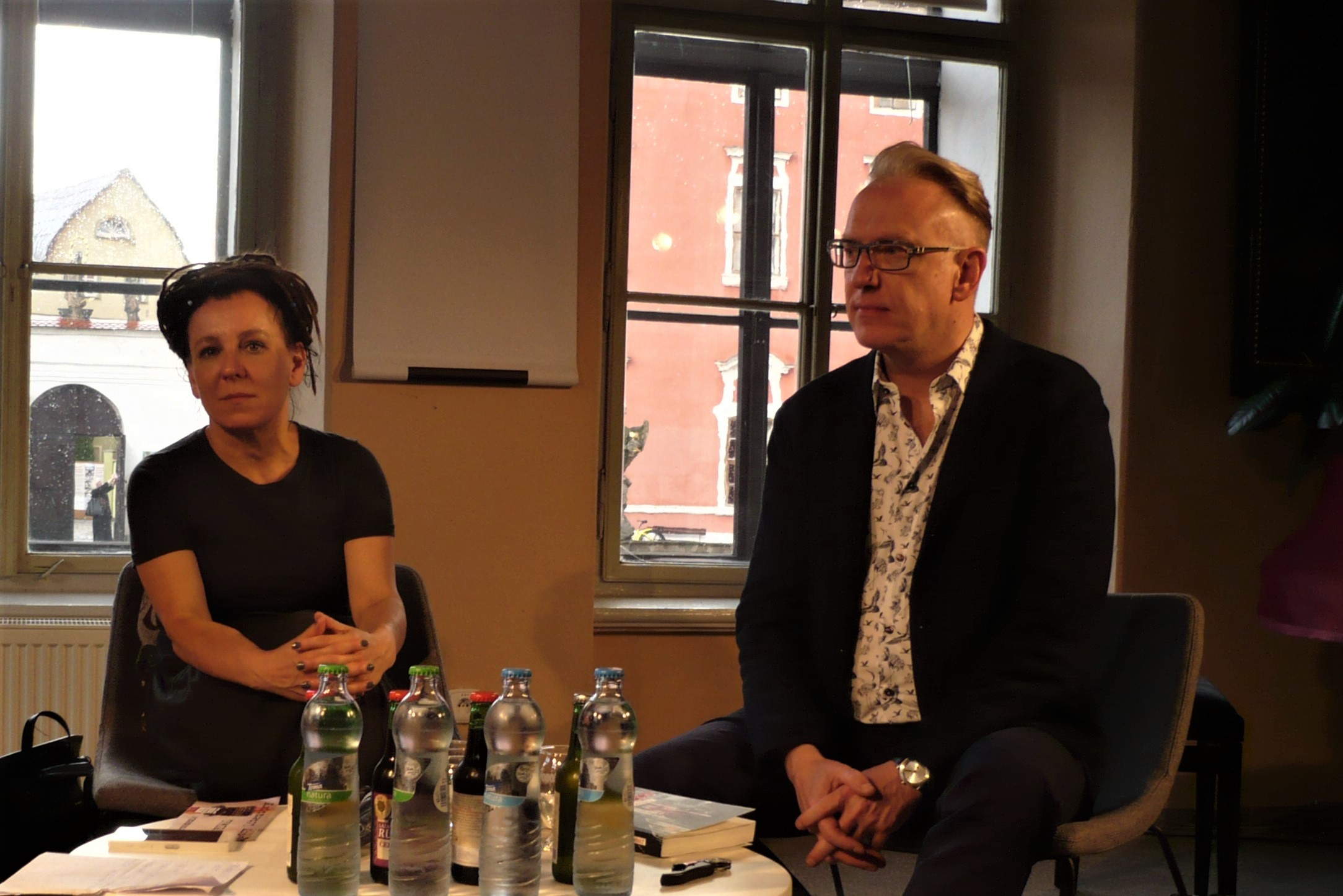
Szczygieł és Olga Tokarczuk 2017-ben

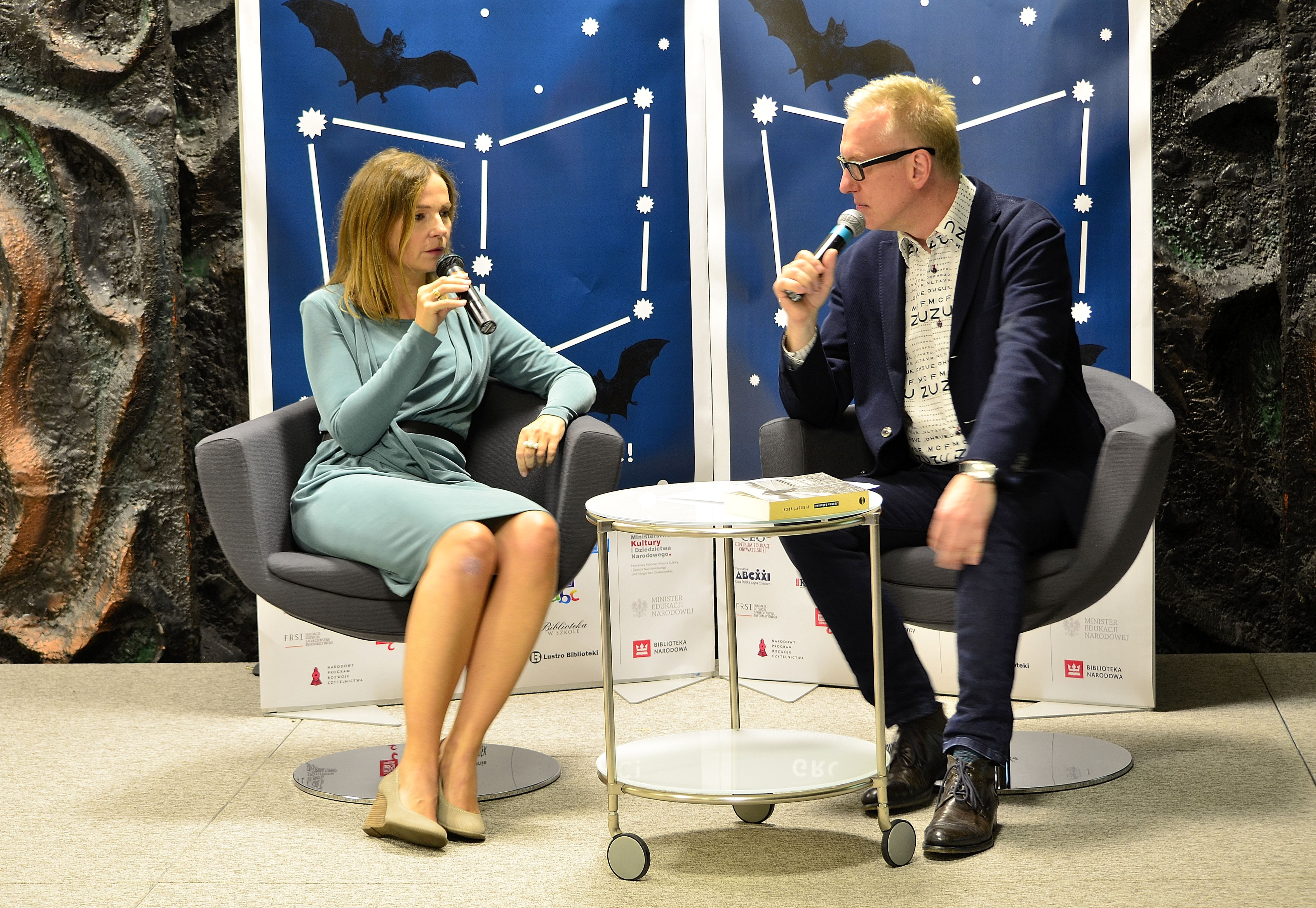
Joanna Bator és Mariusz Szczygieł (Varsó, 2015)

- 1993: Lengyel Újságírók Szövetségének díja
- 1996: Kryształowe Zwierciadło-díj
- 1997: Polsat TV-díj (legjobb talkshow kategória)
- 2000: A lengyel primátus kitüntetése
- 2004: Melchior-díj
- 2007: Beata Pawlak(wd)-Díj(wd)[8]
- 2007: Nike közönségdíj a Gottland-ért
- 2007: Angelus-díj(wd) döntőse
- 2009: Prix Amphi, Lille
- 2009: Európai Könyvdíj(wd), Gottland
- 2013: Az év újságírója díj[9]
- 2014: Lengyelország Újjászületése érdemrend Lovagkereszt[10]
- 2014: Bene Merito tiszteletbeli érem(wd)[11]
- 2019: Nike Irodalmi Díj a Nie ma-ért[12]

## Művei
- Niedziela, która zdarzyła się w środę (Vasárnap, ami szerdán történt), Warszawa 1996;
- Na każdy temat – talk show do czytania, Witold Orzechowski-val, (Minden témáról), Warszawa 1997;
- Gottland, Berlin 2008;
- 20 lat nowej Polski w reportażach według Mariusza Szczygła (Új Lengyelország 20 éve a riportírásban), Wołowiec 2009;
- Kaprysik. Damskie historie, Warszawa 2010;
- Zrób sobie raj (Teremts magadnak édenkertet!), Wołowiec 2010;
- Láska nebeská, Warsaw 2012;
- Projekt: prawda (Projekt: Igazság), Warszawa 2016;
- Nie ma, Warszawa 2018
- Osobisty przewodnik po Pradze (Személyes útmutató Prágán át), Warszawa 2020.
- Fakty muszą zatańczyć  (A tényeknek táncolniuk kell), Warszawa 2022.

Antológiákban
- Kraj Raj (Földi Paradicsom), Warszawa 1993;
- Wysokie Obcasy. Twarze (Magas sarkú cipő. Arcok), Warszawa 2003;
- Ouvertyr till livet, Stockholm 2003;
- La vie est un reportage. Anthologie du reportage litteraire polonais, Montricher(wd) 2005;
- Von Minsk nach Manhattan. Polnische reportagen, Vienna 2006.

### Magyarul megjelent
- Gottland – Európa, Budapest, 2009 · ISBN 9789630784788 · fordította: Mihályi Zsuzsa
- Teremts magadnak édenkertet! (Zrób sobie raj) – Európa, Budapest, 2012 · ISBN 978-963-07-9478-7 · fordította: Mihályi Zsuzsa

## Fordítás
- Ez a szócikk részben vagy egészben  a   Mariusz Szczygieł című angol Wikipédia-szócikk fordításán alapul.  Az eredeti cikk szerkesztőit annak laptörténete sorolja fel. Ez a jelzés csupán a megfogalmazás eredetét és a szerzői jogokat jelzi, nem szolgál a cikkben szereplő információk forrásmegjelöléseként.